# 庫巴 (阿塞拜疆)
41°21′35″N 48°30′45″E / 41.35972°N 48.51250°E

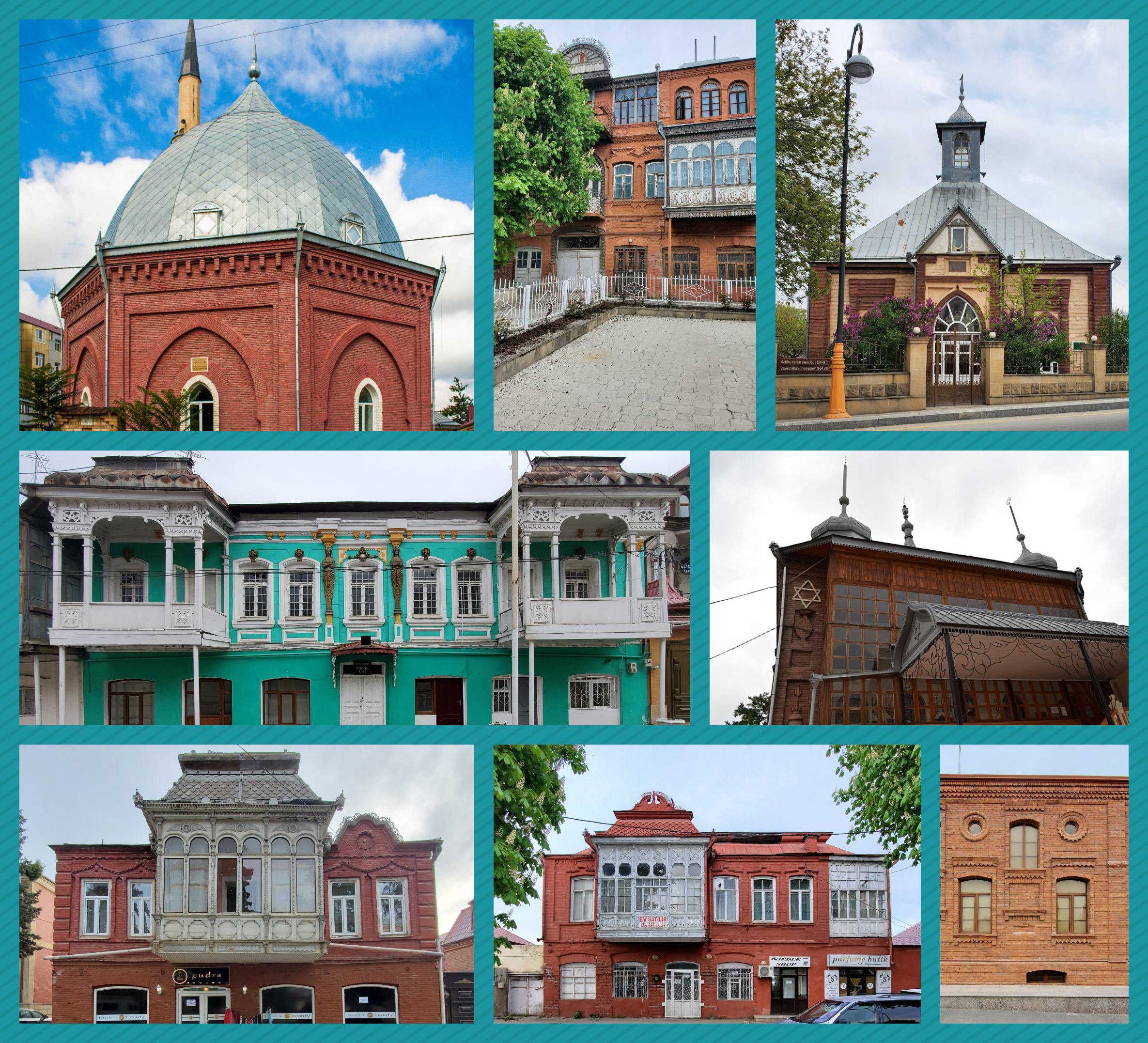
庫巴

庫巴（Quba）是阿塞拜疆的城鎮，也是庫巴區的首府，位於該國東北部，距離首都巴庫165公里，始建於十五世紀，海拔高度556米，主要經濟活動有旅遊業和建築業，2010年人口38,100。